# Fusillade du centre commercial d'Allen
La fusillade du centre commercial d'Allen est une tuerie de masse qui s'est produite le 6 mai 2023 dans un magasin d'usine d'Allen, au Texas, aux États-Unis. Le tireur a ouvert le feu aux alentours de 15 h 30, tuant 8 personnes (dont un enfant de trois ans) avant d'être abattu à son tour par un policier présent sur place,. Cette fusillade de masse est la 199e dans le pays depuis le début de l'année. Intervenant une semaine seulement après une autre ayant fait au moins 5 morts au Texas, elle entraîne une vague de critiques à l'égard des lois sur les armes à feu de l'État,,.
Le tireur, Mauricio Garcia, est un extrémiste de droite de 33 ans adepte du néonazisme, du suprémacisme blanc et du mouvement incel,,,,. Cependant, l'influence de ses convictions politiques dans la tuerie reste difficile à déterminer. Durant cette dernière, il portait un écusson siglé RWDS (pour Right Wing Death Squad, soit « escadron de la mort de droite » en français) et des tatouages nazis (rune double de Sieg, croix gammée),